# 久保正幡
久保 正幡（くぼ まさはた、1911年11月26日 - 2010年1月20日）は、日本の法制史学者。東京大学名誉教授。西洋法制史専攻。
栃木県出身。1931年に武蔵高等学校を卒業し、東京帝国大学法学部入学。1934年に法律学科を卒業。助手を経て、1936年に助教授、1946年教授。1951年「サリカ法典」で日本学士院賞受賞。1954年「フランク時代におけるゲルマン法とローマ法」で東京大学法学博士。1965年東大法学部長。1972年定年退官、名誉教授、國學院大學教授。1982年退職。日本学術会議会員、宗教法人審議会委員。

## 著書
- 『西洋法制史研究 フランク時代におけるゲルマン法とローマ法』岩波書店 1952

### 編著
- 『中世の自由と国家 西洋中世前期国制史の基礎的諸問題』全3巻 創文社 1963-1969

### 翻訳
- 『リブアリア法典』弘文堂 1940 のち創文社
- ルードルフ・ゾーム『フランク法とローマ法 ドイツ法史への序論』世良晃志郎共訳 岩波書店 1942
- 『サリカ法典』弘文堂・西洋法制史料叢書 1949 のち創文社
- A・P・ダントレーヴ『自然法』岩波書店 1952 岩波現代叢書
- マリオ・マテウッチィ『イタリア共和国憲法の人権規定に関する報告』憲法調査会事務局 1960
- ルネ・メッツ『教会法』桑原武夫共訳 ドン・ボスコ社 1962 カトリック全書
- ジャック・マリタン『人間と国家』稲垣良典共訳 創文社 1962
- 『ラートブルフ著作集 第6巻』「イギリス法の精神」(林深山共訳) 「法学的思考形式としての「事物の本性」」東京大学出版会 1967
- H・コーイング『近代法への歩み ドイツ法史を中心にして』村上淳一共訳 東京大学出版会 1969
- アイケ・フォン・レプゴウ『ザクセンシュピーゲル・ラント法』石川武、直居淳共訳 創文社 1977 西洋法制史料叢書
- ハンス・ティーメ『ヨーロッパ法の歴史と理念』監訳 岩波書店 1978

### 記念論集
- 『西洋法制史料選 久保正幡先生還暦記念』全3巻 久保正幡先生還暦記念出版準備会編 創文社 1978-1981

## 参考
- デジタル版日本人名大辞典